# Leonard Crow Dog
Leonard Crow Dog (Reserva Rosebud, Dakota del Sud, Estats Units, 1942 - Rapid City, 6 de juny de 2021) va ser un activista, xaman i escriptor d'ètnia sioux. Va ser líder espiritual de l'AIM durant la dècada del 1960 i del 1970, i un dels impulsors de renaixement de la dansa del Sol. Va estar casat amb Mary Brave Bird, amb qui va tenir dos fills i una filla. Va aparèixer a la pel·lícula The Doors, d'Oliver Stone. El 1995 va escriure Crow Dog: Four Generations of Sioux Medicine Men, on descriu la vida dels xamans sioux des de Bou Assegut fins a ell.